# NGC 6547
NGC 6547 (również PGC 61378 lub UGC 11110) – galaktyka spiralna (S0-a), znajdująca się w gwiazdozbiorze Herkulesa. Odkrył ją Albert Marth 7 sierpnia 1864 roku.